# Химерна фантастика
Химе́рна фанта́стика (англ. Weird Fiction) — різновид фантастичної літератури, в якому еклектично поєднуються елементи фентезі, наукової фантастики та літератури жахів.
На сьогоднішній день прийнято виокремлювати два різновиди Weird Fiction:
- класична химерна фантастика — Old Weird[2] або Haute Weird[3], представлений у роботах Говарда Лавкрафта, лорда Едварда Дансейні, Кларка Ештона Сміта, Вільяма Г. Годжсона, Елджернона Блеквуда, Артура Мекена, М. Р. Джеймса;
- нова химерна фантастика — New Weird[2], виражений у творчості Чайни Т. М'євіля, Джеффа Вандермеєра, К. Коджі, Дж. Томаса, Томаса Ліготті, М. Циско, Поппі З. Брайт, Кірстен Дж. Бішоп та ін.

## Витоки традиції
Витоки традиції можна простежити в творчості європейських континентальних (Е. Т. А. Гоффмана, Ф. Г. Карла де ла Мотт Фуке, В. Мейнгольда, Т. Готьє, Г. Флобера, Г. де Мопассана та ін.), американських (Едгара А. По, П. Е. Мора, Нейтеніела Готорна, Емброуза Бірса, Р. В. Чемберса та ін.) та британських (Ред'ярда Кіплінга, Л. Гірна, Оскара Вайлда, Метью Ф. Шіля, Брема Стокера, Дж. Б'юкена та ін.) авторів. Утім розквіт Weird Fiction припадає на початок ХХ століття й актуалізується в роботах Говарда Ф. Лавкрафта, Ф. Лайбера, Р. Блоха та інших. Більшість творів подібного типу публікувались в американському журналі «Weird Tales» (1923), назва якого за асоціацією стала застосовуватися до аналогічних робіт.
Термін «weird» уперше вжив Джозеф Шерідан Ле Фану у назві збірки «The Watcher and Other Weird Stories» (1894). Проте популяризація терміну є заслугою Г. Ф. Лавкрафта, який у своєму критичному есе «Надприродний жах в літературі» визначив поняття «weird tale» як оповідь, що містить у собі більше ніж таємниче вбивство, закривавлені кості і оповиту саваном фігуру, яка брязкотить ланцюгами. Обов'язковою характеристикою такої оповіді, за Лавкрафтом, є специфічна атмосфера задушливого, неосяжного жаху перед зовнішніми, незнаними силами й натяк на те, що непорушні закони Природи, які єдині дають нам прихисток від наступу хаосу й демонів бездонного космосу, можуть зазнати тимчасової або довічної поразки.

## Визначальні риси класичної химерної фантастики (Old Weird)
Сюжети ранніх творів Weird Fiction (Old Weird), як правило, фіксували зустріч героя, найчастіше вченого або людини інтелектуального складу, з Незвичайним. Ця зустріч ставала точкою неповернення до нормального життя, а одкровення, які відкривались герою, наповнювали його онтологічним жахом різного характеру:
- жахом від усвідомленням співіснування поруч з нами сил давніших, непізнаних і зловісних;
- жахом від часткового відкриття завіси таємниці походження людини або її природи;
- жахом від осягнення ненадійності законів природи, які тільки й захищають нас від наступу хаосу[5].

Умовою для зустрічі з Незвичайним виступав або випадок, з волі якого герой потрапляв в невідоме місце, або одержимість героя розгадати незрозумілі натяки на Незвичайне, які він отримував ззовні.
Незвичайне (the Weird) виступає об'єднуючою темою творів Old Weird і приймає форми прадавніх невідомих істот (наприклад, Стародавні боги Г. Ф. Лавкрафта), гібридних створінь, які мають лякаюче антропоморфні риси (як молюскоподібні сутності В. Г. Годжсона в романі «Подорож шлюпок з „Глен Карріг“») або непояснених впливів персоніфікованої природи (як моторошні верби в однойменній новелі А. Блеквуда «Верби»). У творах Old Weird почали вперше з'являтися монстри, нетипові для євро-американської тератологічної культури, чиї форми мали протоплазмову, комахоподібну, а частіше цефалоподібну будову, яку герой марно намагався згодом стерти з пам'яті (un-see).
Повторюваними мотивами WF часто виступають дивні релігії або культи, незвичайні сни, віталізмі мистецтво. Саме вони слугують вузькою стежкою, по якій Незвичайне вривається в безпечну повсякденну дійсність.
Основними модусами передачі літератури Old Weird була здебільшого мала форма, яка дозволяла утримати увагу читача не довше, ніж того потребує досягнення задуманого письменником ефекту.
Смерть одного з головних поборників та ідейних натхненників руху Г. Ф. Лавкрафта в 1937 р. і початок Другої Світової Війни привели до згасання початкового імпульсу руху (Old Weird) і його подальшої трансформації під впливом творчості Ф. Кафки, М. Піка, магічних реалістів Латинської Америки (Х. Л. Борхеса, А. Монтерроссо, К. Фуентеса, Г. Гарсіа Маркеса, Х. Кортасара), експериментів з текстом і образністю в роботах письменників британської «Нової хвилі» та натуралістичного хоррору Клайва Баркера.

## Трансформація і модифікація класичної моделі
Переклади подібних за духом творів Ф. Кафки на англійську мову (а Weird Fiction — це переважно англофонне явище) показали шляхи альтернативної побудови сюжету. Класичні твори Old Weird будувалися за принципом нагнітання атмосфери: розвиваючись від максимально реалістичного зображення до поступового проявлення Незвичайного і нарешті його страхітливої маніфестації у фіналі твору. Кафкіанська побудова сюжету вводила читача в світ Незвичайного з перших рядків, на тлі якого реальний світ здавався абсурдним та нелогічним. Цей прийом стали успішно використовувати сучасні послідовники Weird Fiction, описуючи його як «капітуляцію перед Незвичайним» («surrender to the Weird»). Відповідно до нього Незвичайне стає фактом і даністю художнього світу, створюваного сучасними майстрами Weird Fiction, в який читачеві слід цілком зануриться і сприймати з повною серйозністю, не намагаючись розгледіти в Незвичайному художній виверт або алегорію.
«Горменгаст» М. Піка, роботи письменників «Нової хвилі» і твори в ключі натуралістичного хоррора виконані в романній формі, на відміну від переважно малих форм Old Weird, що створило підґрунтя для подальшого розвитку Weird Fiction — New Weird не тільки з новими акцентами, але і в новій формі.

## Нова химерна фантастика (New Weird)
Визнання нового руху і його деномінація відбулися після успішної рецепції роману Ч. М'євіля «Вокзал втрачених сновидінь» (2000). Висока критична оцінка твору привернула увагу читачів і видавців до робіт подібного типу, що вимагало реакції зсередини руху. Генератором такого відгуку стало питання, яке М. Джон Гаррісон розмістив на форумі журналу «The 3rd Alternative»: «New Weird: що це; хто його пише; чи існує він взагалі?» Запитання Гаррісона мало історичне значення, оскільки в ньому вперше прозвучала назва руху — «New Weird», яка за ним надалі закріпилася.
Визначаючи характерні риси напрямку, письменники і критики відзначали наступні особливості:
- жанровий еклектизм;
- концентрований і деталізований стиль письма;
- експериментальний бестіарій, в якому представлені нетрадиційні монстри як результат схрещення сучасної культури і стародавніх неєвропейських міфологій, а також продовження традицій щупальцеподібних чудовиськ (tentacular) Old Weird;
- розробка потенціалу вторинної реальності й урбанізація місця дії;
- всепроникна візуальність, що містить в собі гротеск і сюрреалістичні мотиви;
- політично наповнена проблематика творів[10].